# Nikita Mazepin
Nikita Dmitryevich Mazepin (russo: Ники́та Дми́триевич Мазе́пин; Moscou, 2 de março de 1999) é um ex-automobilista russo.

## Carreira
Iniciou sua carreira ainda no kart, em 2011, e em  campeonatos de Fórmula em 2014, na MRF Challenge, correndo ainda na Toyota Racing Series, na Fórmula Renault 2.0 NEC e na Eurocopa de Fórmula Renault 2.0. Em 2018, conquista o vice-campeonato da GP3 Series e na temporada 2019-20 obtém o terceiro lugar no Campeonato Asiático de Fórmula 3.

### Fórmula 2
Em 27 de novembro de 2018, foi anunciado que Mazepin havia sido contratado pela equipe ART Grand Prix para a disputa da temporada do Campeonato de Fórmula 2 da FIA de 2019. Em 7 de fevereiro de 2020, foi anunciado que Mazepin se transferiu para a equipe estreante Hitech Grand Prix para a disputa da temporada de 2020. Após alcançar os 40 pontos necessários para a Superlicença FIA, tornou-se habilitado para disputar a Fórmula 1.

### Fórmula 1

#### Force India
Aos 17 anos, pilotou um carro da equipe de Fórmula 1 Force India durante um teste no circuito de Silverstone. Posteriormente, ele se tornou piloto de desenvolvimento da Force India para a temporada de 2018.

#### Haas
Em 1 de dezembro de 2020, foi anunciado que Mazepin havia sido contratado pela equipe de Fórmula 1 da Haas para a disputa da categoria a partir de 2021, ele assinou um contrato de vários anos. Porém, em razão a invasão russa da Ucrânia, seu contrato foi rescindido no início de março de 2022.

## Vida pessoal
Seu pai, Dmitriy Mazepin, é o principal acionista e presidente da UralChem, empresa de fertilizantes e salitre. Sua fortuna é avaliada em 7,7 bilhões de dólares, na avaliação da revista Forbes.

### Controvérsia
Mazepin foi acusado de assédio sexual após publicar um vídeo posteriormente deletado pelo próprio piloto em 9 de dezembro de 2020. As imagens, registradas durante a madrugada no horário de Abu Dhabi, mostram Mazepin sendo repelido ao tentar por a mão dentro da blusa de uma jovem que o acompanhava em um carro com outros amigos. O caso foi comentado pela Haas e pelo piloto, que se retratou através de uma publicação nas redes sociais.

## Resultados completos da Fórmula 1
(legenda) (resultados em negrito indicam pole position; resultados em itálico indicam volta mais rápida)
| Temporada | Equipe                | Chassis    | Motor              | 1       | 2      | 3      | 4      | 5      | 6      | 7      | 8      | 9      | 10     | 11      | 12     | 13      | 14      | 15     | 16     | 17     | 18     | 19     | 20     | 21      | 22     | Pos. | Pontos |
| --------- | --------------------- | ---------- | ------------------ | ------- | ------ | ------ | ------ | ------ | ------ | ------ | ------ | ------ | ------ | ------- | ------ | ------- | ------- | ------ | ------ | ------ | ------ | ------ | ------ | ------- | ------ | ---- | ------ |
| 2021      | Uralkali Haas F1 Team | Haas VF-21 | Ferrari 065/6 V6 t | BAR Ret | EMI 17 | POR 19 | ESP 19 | MON 17 | AZE 14 | FRA 20 | EST 18 | AUT 19 | GBR 17 | HUN Ret | BEL 17 | PBS Ret | ITA Ret | RUS 18 | TUR 20 | EUA 17 | CMX 18 | SAO 17 | CAT 18 | ARA Ret | ABU NL | 21º  | 0      |

Notas
† – O piloto não terminou a prova, mas foi classificado pois completou 90% da corrida.